# 유레이데코
유레이데코(일본어: ユーレイデコ)는 사이언스 SARU 제작에 의한 일본의 애니메이션 작품. 2022년 7월 3일부터 9월 18일까지 도쿄 MX에서 방영되었다.